# 珊瑚寺
珊瑚寺（さんごじ）は、和歌山県和歌山市鷹匠町にある曹洞宗の仏教寺院である。山号は仙境山と称する。本尊は聖観世音菩薩である。

## 歴史
かつては和田村（現在の和歌山市和田）にあり「三五寺」と号していた。
天正13年（1585）豊臣秀吉の紀州攻めで太田城 (紀伊国)が落城した後、初代和歌山城主となった桑山重晴が三五寺を現在の地に移建し、桑山氏の菩提寺とした。その折、重春公が珊瑚の数珠を寄進したことから、珊瑚寺と呼ばれるようになった。その数珠は今も寺宝として伝わっている。
昭和20年の戦災で寺は焼けたが、山門は残った。一時、寺の北側に移されていた山門は、平成19年に修復し、昔あった東側の位置に再現されている。

## 本尊
本尊の聖観世音菩薩像は、重春公が熊野山中の小さな祠で見つけ、持ち帰って奉置された。

## 交通
バス
- 南海和歌山市駅3番のりばから

53系統医大病院行き、56系統和歌浦口行きに乗車し、島崎町2丁目停留所下車、徒歩約3分。
- JR和歌山駅1番のりばから

60系統運輸支局前行き、160・161系統和歌山港駅行きに乗車し、岡山町停留所下車、徒歩約7分。 
自動車
- 阪和自動車道 和歌山インターチェンジから県庁方面へ15分。

大阪市内より60分、南大阪、岩出方面より30分。